# Bornito de Sousa
Bornito de Sousa Baltazar Diogo, né le 23 juillet 1953 à Quéssua (Angola), est un homme politique angolais qui est le vice-président de l'Angola du 26 septembre 2017 au 14 septembre 2022.

## Biographie
De Sousa est né à Quéssua, dans la province de Malanje. Son père, Job Baltazar Diogo, était enseignant à l'école primaire, traducteur quimbundo-portugais et emprisonné une fois par l'agence de sécurité portugaise PIDE-DGS. Sa mère, Catarina Manuel Simão Bento "Katika", était femme au foyer.
Il étudie à l'école primaire Amor e Alegria, à la mission méthodiste Quéssua à Malanje et à l'école de l'église méthodiste unie à Luanda. Il fréquente ensuite le lycée national Salvador Correia de Sá e Benevides à Luanda. Il a obtenu un diplôme en droit de l'université Agostinho Neto et un diplôme en sciences de l'Escola Superior do Partido.
Il commence comme militant du MPLA à Luanda (district de Marçal) à l'âge de 16 ans, en 1969, influencé par les événements survenus au Congo voisin, l'arrestation de son père, Job Baltazar Diogo, et de son oncle maternel, le docteur Luís Micolo. Il a été emprisonné à la prison Saint-Paul à Luanda et São Nicolau (aujourd'hui Cap-Vert) par la PIDE de janvier 1971 à mai 1974. Il a été libéré en mai 1974 après la révolution du 25 avril, avec son frère, le général Baltazar Diogo Cristóvão. Il a commencé sa carrière en servant de premier secrétaire national de la JMPLA. En 1976, il est devenu le commissaire politique des Forces armées angolaises.
Il est président de la Commission constitutionnelle de l'Assemblée nationale, chargée de rédiger la Constitution de 2010. Il est également été président du groupe parlementaire MPLA jusqu'au 2 février 2010, date à laquelle il est nommé ministre de l'Administration territoriale. Il est reconduit dans ses fonctions le 1er octobre 2012, après les élections générales.
En août 2017, lors des élections générales, il est candidat à la vice-présidence du Mouvement populaire de libération de l'Angola (MPLA) et de la République au côté de João Lourenço. Le MPLA remporte le scrutin, De Sousa est élu vice-président et prête serment le 26 septembre 2017.